# كودي بالوف
كودي بالوف (بالإنجليزية: Cody Balogh)‏ هو لاعب كرة قدم أمريكية أمريكي، ولد في 14 فبراير 1986 في Fort Benning ‏ في الولايات المتحدة.